# Xgħajra Tornadoes FC
Xghajra Tornadoes Football Club es un equipo de fútbol profesional maltés que actualmente juega en la Segunda División de Malta de la liga maltesa de fútbol. Está establecido en la ciudad de Xgħajra y juega sus partidos de casa en el Xgħajra Tornadoes Ground.

## Historia
El Xghajra Tornadoes fue fundado en 1985. Aunque no fue hasta 1994 que no llegó a disputar ningún campeonato. No fue hasta la temporada 1996/97 que jugó en la Primera División de Malta. Después de 18 jornadas quedó en primera posición, ascendiendo así de división. En la próxima temporada, la 1997/98 jugó en la Premier League de Malta El tiempo en la máxima categoría les duró poco, dado que, tras quedar en penúltima posición volvieron a la Primera División.

## Entrenadores
- Krasimir Manolov (1997-1998)
- Louis Facciol (2019-)

## Palmarés
- Primera División de Malta (1): 1997[1]